# Hermann Sauter

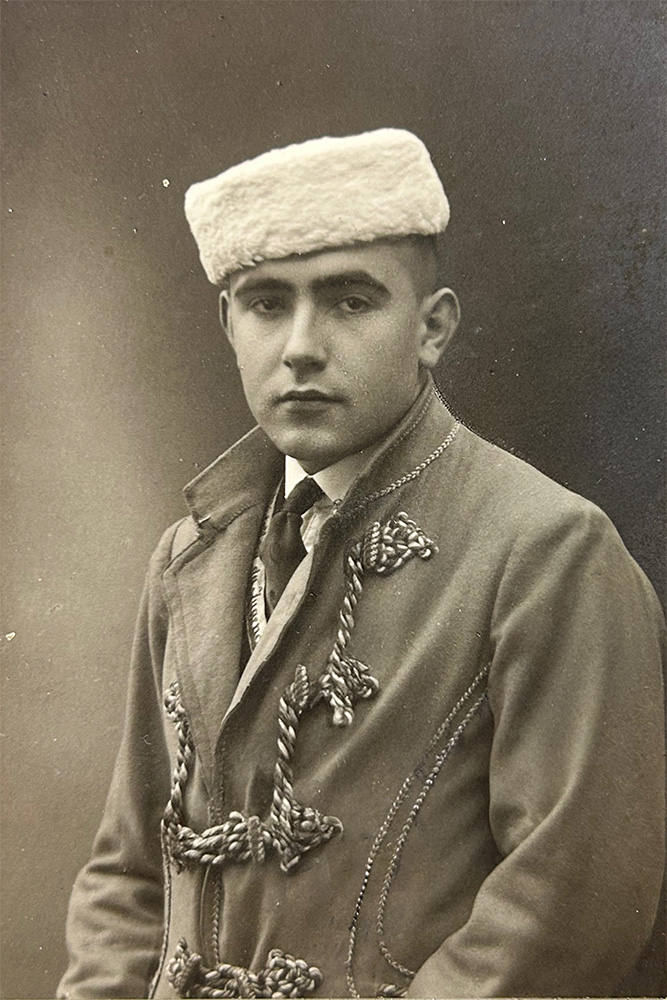
Hermann Sauter als Student in der Wintercouleur des Heidelberger Wingolfs

Hermann Sauter  (* 5. Januar 1907 in Wattenheim; † 14. Februar 1985 in Mainz) war ein deutscher Bibliothekar, Romanist und Germanist.

## Leben
Hermann Sauter wurde als Sohn eines Pfarrers im pfälzischen Wattenheim geboren. Damals war die Pfalz bayerisch. Er besuchte in Speyer das Gymnasium und absolvierte nach seinem Abitur eine Banklehre in Mainz. Ab 1926 studierte er Romanistik, Anglistik und Germanistik in Heidelberg, Paris, Exeter und München. Zwischenzeitlich arbeitete er für den Verlag Langen-Müller. 1925 trat er dem Heidelberger Wingolf bei. 1930 absolvierte er das Staatsexamen. Im Folgejahr legte er die pädagogische Prüfung ab und promovierte dann 1932 in München. 1936 wurde er zum Leiter der wissenschaftlichen Stadtbibliothek und der Volksbüchereien in München ernannt.
1942 erhielt er die Einberufung zum Kriegsdienst und kam erst 1946 zurück.
Von 1950 bis 1962 war Sauter Direktor der Landesbibliothek in Speyer, von 1962 bis 1972 Direktor der Universitätsbibliothek Mainz.
Er hatte eine führende Rolle in der Pollichia, war Mitglied der wissenschaftlichen Kommission des Historischen Vereins der Pfalz und in der Pfälzischen Gesellschaft zur Förderung der Wissenschaften vertreten. 
Sauter veröffentlichte zahlreiche, auch grundlegende Werke zum Bibliothekswesen, Romanistik sowie Beiträge zu Bibliographien.
Von 1952 bis 1977 war Hermann Sauter Vorsitzender des Literarischen Vereins der Pfalz.
Sein Nachlass befindet sich in der Pfälzischen Landesbibliothek Speyer.

## Werke (Auswahl)
- Erinnerung und Dank. Jahresgabe des Literarischen Vereins der Pfalz. Landau 1979
- Bücherverbote einst und jetzt, ein Vortrag. Gutenberg-Museum (Hrsg.). Darmstadt, Bernhart 1972

- Aufgaben und Bedeutung der wissenschaftlichen Bibliotheken. Speyer, Pfälz. Landesbibliothek 1956
- Goethe in Lob und Tadel seiner französischen Zeitgenossen. Berichte und Urteile gesammelt und übersetzt. Speyer, Dobbeck 1952
- Gemeindliche Büchereipflege. München, Kommunalschriften-Verl. 1938
- Wortgut und Dichtung. Eine lexikographisch-literargeschichtliche Studie über die Verfassung der altfranzösischen Cantefable Aucassin et Nicolette. Münster 1934